# Gabriel de Roquette

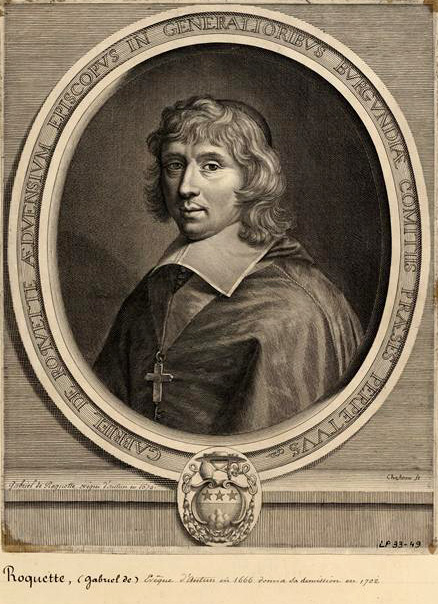
Gabriel de Roquette

Gabriel de Roquette (Toulouse, 1624 - Autun, 22 februari 1707) was een Frans rooms-katholiek priester. Hij was een hoveling en was bisschop van Autun tussen 1667 en 1702.

## Levensloop
De Roquette werd geboren in een geslacht van juristen. Zijn vader, François de Roquette, was heer van Amade en advocaat aan het Parlement van Toulouse, een hoge rechtbank. In 1620 was hij bovendien capitoul, lid van het stadsbestuur van Toulouse. Zijn moeder was Anne-Marie de Sénaux. Gabriel de Roquette studeerde theologie in Bourges en werd in 1662 tot priester gewijd. Hij was abt in commendam van de abdij van Grandselve, prior van Saint-Denis-de-Vaux en van Charlieu.

### Hoveling
Zijn moeders zus Marguerite was een vertrouwelinge van de Franse koningin Anna van Oostenrijk. Via deze connectie kwam hij aan het Franse hof. Hij stond dicht bij de familie Conti. Zo raakte hij betrokken bij de Fronde, de opstand van de prinsen van den bloede. Als medestander van Charlotte-Marguerite de Montmorency moest hij wachten op het koninklijk pardon na de Vrede van de Pyreneeën (1659) voor hij weer aan het hof werd toegelaten. Hij stond stond bekend omwille van zijn welsprekendheid en zijn redenaarskunsten. Hij preekte op de begrafenis van Anna van Oostenrijk op 22 februari 1666. In dat jaar duidde de koning hem aan als nieuwe bisschop van Autun.

### Bisschop
Hij werd in april 1667 tot bisschop gewijd. Als bisschop van Autun kreeg hij de titels graaf van Saulieu, baron van Issy en heer van Alise-Sainte-Reine. Hij zetelde ook in de statenvergadering van Bourgondië. Gevolg gevend aan de oproep van de koning aan de Franse bisschoppen stichtte de Roquette een seminarie in Autun. Voor de bouw deed hij beroep op koninklijk architect Daniel Gittard (1625-1686), terwijl André le Nôtre (1613-1700) de tuinen ontwierp. Tijdens de reizen door zijn bisdom merkte hij het gebrek aan godsdienstonderricht op. Hij liet daarom parochiescholen oprichten, zowel voor jongens als voor meisjes. De aanstelling van leraren werd onderworpen aan de toestemming van de bisschop en de Roquette stelde in 1685 zelf een verzameling voorschriften samen waar de leraren zich aan dienden te houden.
In 1702 nam hij ontslag als bisschop en werd opgevolgd door zijn coadjutor en neef Bertrand de Sénaux.

## In de kunsten
De Roquette liet in 1702 zijn portret schilderen door Hyacinthe Rigaud en betaalde hiervoor 150 pond. 
Louis de Rouvroy, hertog van Saint-Simon, gaf in zijn Mémoires een weinig flatterend portret van de Roquette aan het hof. Hij noemde hem een mooiprater en een intrigant die carrière maakte door zich te verbinden aan machtige vrouwen.

Tout sucre et tout miel, lié aux femmes importantes, et entrant dans toutes les intrigues.

Volgens de hertog van Saint-Simon baseerde Molière zijn personage Tartuffe op de Roquette.